# Cherry Girl / Unmei
Singles de Kumi Kōda
Yume no Uta / Futari de...
(2006) BUT / Aishô
(2007)
Cherry Girl / Unmei est le 34e single de Kumi Kōda sorti sous le label Rhythm Zone le 6 décembre 2006 au Japon. Il atteint la 3e place du classement de l'Oricon. Il se vend à 61 817 exemplaires la première semaine, et reste classé pendant 10 semaines, pour un total de 106 069 exemplaires vendus. Il sort en format CD et CD+DVD.
Cherry Girl est le thème musical du drama Cherry Girl dans lequel Kumi Kōda fait ses débuts en tant qu'actrice. Unmei est le thème musical du film Oh! Oku. Les 2 chansons se trouvent sur l'album Black Cherry.

## Liste des titres
Toutes les paroles sont écrites par Kumi Kōda.
| 1. | Cherry Girl                                                  | Andreao "Fanatic" Heard, Charlene Gilliam, Curtis Richardson, Sherrod Barnes | 3:59 |
| 2. | Unmei (運命)                                                 | Hirofumi Hibino                                                              | 4:27 |
| 3. | Cherry Girl -Space Cowboy Remix- (Edition Limitée seulement) | Andreao "Fanatic" Heard, Charlene Gilliam, Curtis Richardson, Sherrod Barnes | 3:39 |
| 4. | Cherry Girl (instrumental)                                   | Andreao "Fanatic" Heard, Charlene Gilliam, Curtis Richardson, Sherrod Barnes | 5:20 |
| 5. | Unmei (Instrumental) (運命)                                  | Hirofumi Hibino                                                              | 4:23 |

| 1. | Cherry Girl                         |  |
| 2. | Unmei (運命)                        |  |
| 3. | Bande annonce du film "Cherry Girl" |  |